# 路易斯·費雷拉
路易斯·費雷拉（Louis Ferreira，1966年2月20日—）是加拿大的一位演員。費雷拉是一位葡萄牙裔加拿大人。他最著名的作品包括在電視劇星際奇兵：宇宙中飾演Everett Young角色。